# Agelasta balteata
Agelasta balteata är en skalbaggsart som beskrevs av Francis Polkinghorne Pascoe 1866. Agelasta balteata ingår i släktet Agelasta och familjen långhorningar.
Artens utbredningsområde är Laos. Inga underarter finns listade i Catalogue of Life.